# Marmorierte Kreuzspinne

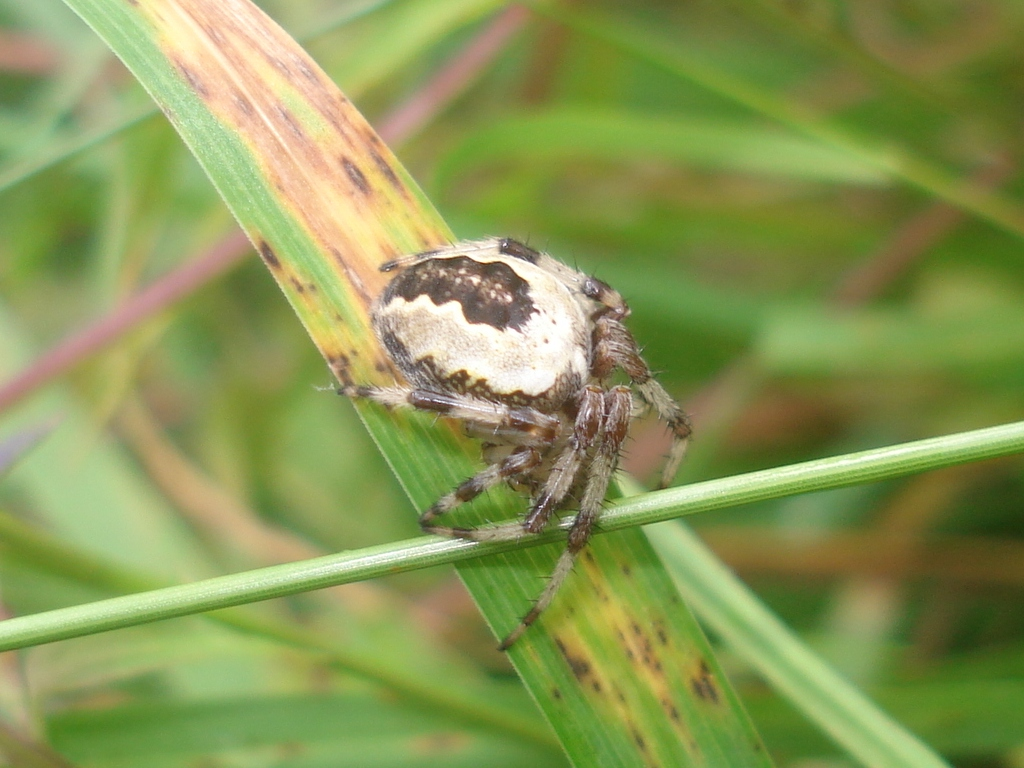
Araneus marmoreus f. pyramidata mit dem schwarzen Fleck am Hinterleib

Die Marmorierte Kreuzspinne (Araneus marmoreus) ist ein Vertreter der Gattung der Kreuzspinnen (Araneus).

## Merkmale
Die Körperlänge beträgt beim Männchen zwischen 5 und 9 Millimeter, das Weibchen erreicht Größen zwischen 9 und 15 Millimeter. Der Hinterkörper ist in der Mitte am breitesten. Die Färbung und Zeichnung kann sehr stark variieren. Der Vorderkörper ist hingegen meistens hell gelbgrau, oft fast farblos. Auf der Oberseite des Vorderkörpers befindet sich meistens ein schmales, dunkles Längsband. Die Grundfärbung des Hinterkörpers ist grau oder braun. Darauf befinden sich zahlreiche weiße, gelbliche oder hellrote Flecken. Im vorderen Bereich befindet sich eine Kreuzzeichnung aus vier hellen Flecken.
Bei der Varietät Araneus marmoreus f. pyramidatus ist der Hinterleib fast einfarbig weiß bis zitronengelb. Im hinteren Bereich befindet sich ein klar abgegrenzter schwarzer Fleck.

## Unterarten
- Araneus marmoreus trapezius (Franganillo, 1913)[1]

## Verbreitung und Lebensraum
Die Marmorierte Kreuzspinne bevorzugt feuchtes, schattiges Gelände wie zum Beispiel Feuchtwiesen, Auwälder oder Randbereiche von Mooren. In Mitteleuropa ist diese Art weit verbreitet und gebietsweise ziemlich häufig (z. B. in Norddeutschland).

## Lebensweise
Araneus marmoreus baut ihr Radnetz meistens zwischen niedrigen Büschen oder hohen Kräutern. Tagsüber versteckt sie sich in einem gut getarnten Schlupfwinkel neben dem Netz. Das Netz der Marmorierten Kreuzspinne ist sehr widerstandsfähig. In ihm kann sie auch große Insekten (z. B. Heupferde) fangen. Reife Tiere gibt es von August bis Oktober.